# Созонтив, Симон Васильевич
Симон (Семён) Васильевич Созонтив (Созонтов) (укр. Симон Васильович Созонтів; 1898, Харьковская губерния — 1980, Франция) — украинский государственный и общественно-политический деятель. Глава правительства Украинской Народной Республики в изгнании (1954—1957).

## Биография
Сотник Армии Украинской Народной Республики. Участник гражданской войны в России.
После поражения, жил в эмиграции. В 1927 году окончил Украинскую хозяйственную академию в Подебрадах (Чехословакия), переехал во Францию, занялся предпринимательством, стал владельцем предприятия.
Занимался общественной деятельностью.
Председатель Украинской общественной опеки во Франции (1946-1954 годы), Украинского центрального общественного комитета во Франции (1948-1969), Представительства исполнительного органа Украинского национального совета во Франции (1948-1954) и его председатель (1954-1955).
Основатель франко-украинского издательства «Громада», член Митрополичьего совета УАПЦ.
С 1954 по 1957 год — 12-й Председатель Совета Народных министров Украинской Народной Республики в изгнании.